# Американска готика
Американска готика е картина с маслени бои от Грант Ууд, съхранявана в колекцията на Института по изкуство в Чикаго, щ. Илинойс, САЩ.
Вдъхновението на Ууд да я нарисува идва от характерната къща, чийто стил е известен като American Gothic House. През август 1930 г. той пътува край градчето Елдон (Eldon), щ. Айова и вижда малка бяла къща, наречена Dibble House, която го впечатлява.
Той я изобразява заедно с „хора, които ми се струва, че трябва да живеят в тази къща.“ Рисува я през 1930 г., като изобразява един до друг фермер и жена, която може да му бъде дъщеря или жена. Модели за фигурите са сестрата на художника Нан Ууд Греъм и семейният зъболекар д-р Байрън Маккийби. Жената е облечена с щампована престилка в колониален стил, типична за американския начин на живот и култура през 19 век (т.нар. Американа), а мъжът държи в ръцете си вила. Растенията на верандата на къщата са „свекървин език“ (Sansevieria trifasciata) и бегония, същите като растенията, изборазени на портрета на майка му от 1929 г. Жена с растения.
Картината е сред най-известните изображения на 20 век в американското изкуство. Широко пародирана е в американската популярна култура. Картината е излагана в Париж, в Музей Оранжери в първото и пътуване извън САЩ на 15 октомври 2016 г. – 30 януари 2017 г., и в Лондон в Кралската академия на изкуствата 25 февруари – 4 юни 2017.
С настъпването на Голямата депресия картината се превръща в символ на непоколебимия дух на американските пуритани и техния начин на живот.